# Lepyrodon hexastichus
Lepyrodon hexastichus là một loài Rêu trong họ Lepyrodontaceae. Loài này được (Mont.) Wijk & Margad. miêu tả khoa học đầu tiên năm 1960.